# ジャン・スタス
ジャン・セルヴェ・スタス（Jean Servais Stas, 1813年8月21日 – 1891年12月13日）はベルギーの化学者である。原子量の精密な測定の業績で知られる。

## 生涯
ベルギーのルーヴェンに生まれた。当初はルーヴェン国立大学で医師を目指していたが、後に化学に転向し、フランス・パリのエコール・ポリテクニーク（理工科学校）で、ジャン＝バティスト・デュマの指導の下、研究を行った。スタスとデュマは不純物を含まない純粋な化合物を、純酸素中で燃焼させ、発生した二酸化炭素の重要を測定することにより、炭素の原子量を測定した。
1840年、スタスはブリュッセルのベルギー王立陸軍士官学校の教授に就任した。スタスはここで酸素の原子量の16を基準として、より正確に元素の原子量を決定する研究を行った。スタスはこの研究で国際的な名声を得た。この研究の結果は、イギリスのウィリアム・プラウトが提唱していた、「全ての原子量は水素の原子量の整数倍であり、水素原子が他の原子の構成単位である」とするプラウトの仮説を覆すこととなった。スタスの慎重で精密な原子量測定の結果は、ドミトリー・メンデレーエフらの元素の周期性の研究に貢献した。また、1774年にアントワーヌ・ラヴォアジエによって提唱された質量保存の法則が厳密に成立していることを支持した。
スタスの研究は他にも、リンゴ根皮からフロリジンを発見、アルカロイド検出法を開発するなどの業績がある。1869年、喉の病気による声の不調のため引退し、造幣局通貨部長となったが、政府の金融政策に反対して1872年に辞任した。1891年にブリュッセルで亡くなり、ルーヴェンに埋葬された。

## 受賞と名誉
- デービーメダル（1885）